# Бурбонский диалект
Бурбонский диалект (фр. Bourbonnais) — диалект (или группа близкородственных диалектов) французского языка, на котором говорят в исторической области Бурбон в центре Франции. Относится к группе романских языков. Похож на реюньонский диалект. 
Бурбонский диалект расположен на стыке языковых ареалов ойль, окситанского и франкопровансальского языков.

## Современное состояние

Карта языков и диалектов Франции. Бурбонский — практически в самом центре, на стыке трёх ареалов.

Бурбонский обладает статусом регионального.
Как и большинство диалектов современной Франции, бурбонский в основном используется в устном общении, на письме к нему прибегают редко. К числу тех, кто писал на бурбонских диалектах, относится Луи Перу Болатон (1872—1946).
В настоящее время на бурбонских диалектах говорят в основном энтузиасты и старшее поколение. Молодое поколение переходит на стандартный французский, внося в свою французскую речь отдельные слова, фразы и речевые обороты из бурбонского.